# Liste der Mitglieder des liechtensteinischen Landtags (1910)
Diese Liste führt die Mitglieder des Landtags des Fürstentums Liechtenstein auf, der aus den Landtagswahlen des Jahres 1910 hervorging. Die vom Volk zwischen dem 23. und 28. Juli 1910 gewählten Wahlmänner trafen sich am 2. August 1910 in Vaduz und am 4. August in Mauren. Im Wahlkreis Oberland wurden sieben Abgeordnete gewählt, im Wahlkreis Unterland wurden fünf gewählt. Außerdem wurden drei Abgeordnete am 10. September 1910 vom Landesfürsten Johann II. ernannt.
Um in den Landtag gewählt zu werden, benötigte man in den ersten beiden Wahlgängen die absolute Mehrheit aller anwesenden Wahlmänner. Konnten bis dahin immer noch nicht genügend Abgeordnete gewählt werden, reichte im dritten Wahlgang die relative Mehrheit.

## Anzahl der Wahlmänner
Nach der Liechtensteinischen Verfassung wurde der Landtag nicht direkt, sondern mittels Wahlmännern gewählt. Zwischen dem 23. und 28. Juli 1910 fanden die Wahlen in den Schulhäusern aller Gemeinden statt. Die Anzahl der Wahlmänner, die eine Gemeinde stellte, richtete sich nach der Anzahl der Einwohner der Gemeinde. Für 100 Einwohner stellte sie zwei Wahlmänner, wobei die Einwohnerzahl auf volle 100 kaufmännisch gerundet wurde. Für die Landtagswahl 1910 stellten die elf Gemeinden folgende Wahlmänner.
| Gemeinde     | Wahlmänner |
| ------------ | ---------- |
| Balzers      | 26         |
| Eschen       | 20         |
| Gamprin      | 8          |
| Mauren       | 22         |
| Planken      | 2          |
| Ruggell      | 12         |
| Schaan       | 22         |
| Schellenberg | 8          |
| Triesen      | 24         |
| Triesenberg  | 24         |
| Vaduz        | 24         |
| Gesamt       | 192        |

## Liste der Mitglieder
Die Wahlmänner des Wahlkreises Oberland trafen sich am 2. August 1910 im Niggschen Gasthaus in Vaduz, heute das Hotel Schlössle, um die Wahl der Abgeordneten durchzuführen. Die Wahlmänner aus Unterland trafen sich zwei Tage später im Schulhaus in Mauren. Seit 1877 galt dabei, dass die Wahl auf jeden Fall zur angekündigten Uhrzeit begonnen wurde, auch wenn nicht alle Wahlmänner anwesend waren. Daher waren von den 122 aus dem Wahlkreis Oberland gewählten Wahlmännern nur 117 anwesend und von den 70 Unterland-Wahlmännern alle bis auf einen.
| Name               | Wahlkreis | Bemerkungen                                                                       |
| ------------------ | --------- | --------------------------------------------------------------------------------- |
| Xaver Bargetze     | Oberland  | Erster Wahlgang, starb am 10. Dezember 1912, Albert Wolfinger rückte für ihn nach |
| Emil Batliner      | Unterland | Erster Wahlgang                                                                   |
| Franz Josef Beck   | Oberland  | Erster Wahlgang                                                                   |
| Alfons Brunhart    | Oberland  | Erster Wahlgang                                                                   |
| Alfons Feger       | Ernennung |                                                                                   |
| Josef Gassner      | Oberland  | rückte noch vor Beginn der Legislaturperiode für Franz Schlegel nach              |
| Franz Josef Hoop   | Unterland | Erster Wahlgang                                                                   |
| Jakob Kaiser       | Unterland | Erster Wahlgang                                                                   |
| Lorenz Kind        | Unterland | Erster Wahlgang                                                                   |
| Franz Josef Marxer | Unterland | Erster Wahlgang                                                                   |
| Ludwig Marxer      | Ernennung |                                                                                   |
| Meinrad Ospelt     | Ernennung |                                                                                   |
| Albert Schädler    | Oberland  | Erster Wahlgang                                                                   |
| Franz Schlegel     | Oberland  | Erster Wahlgang, er lehnte die Wahl ab, für ihn rückte Josef Gassner nach         |
| Friedrich Walser   | Oberland  | Erster Wahlgang                                                                   |
| Emil Wolfinger     | Oberland  | Erster Wahlgang                                                                   |

## Liste der Stellvertreter
Nach den Abgeordneten wurden deren Stellvertreter gewählt. Ebenfalls wurde hier in den ersten zwei Wahlgängen eine absolute Mehrheit und im dritten Wahlgang eine relative Mehrheit benötigt.
| Name             | Wahlkreis | Bemerkungen                                                                            |
| ---------------- | --------- | -------------------------------------------------------------------------------------- |
| Josef Gassner    | Oberland  | Zweiter Wahlgang; rückte noch vor Beginn der Legislaturperiode für Franz Schlegel nach |
| Luzius Gassner   | Oberland  | Dritter Wahlgang                                                                       |
| Gebhard Schädler | Unterland | Erster Wahlgang                                                                        |
| Johann Wohlwend  | Unterland | Erster Wahlgang                                                                        |
| Albert Wolfinger | Oberland  | Dritter Wahlgang; rückte 1913 für den verstorbenen Xaver Bargetze nach                 |